# Scandinavian Shuffle
Scandinavian Shuffle med undertiteln The Utterly Fantastic Swe-Danes är ett musikalbum från 1960 med Swe-Danes (Alice Babs, Svend Asmussen och Ulrik Neumann).

## Låtlista
1. Scandinavian Shuffle (Svend Asmussen) – 1:41
2. Hot Toddy (Ralph Flanagan/Herb Hendler) – 2:33
3. You're Driving Me Crazy (Walter Donaldson) – 3:05
4. Swe-Dane Symphony (Ulrik Neumann) – 2:40
5. After You've Gone (Turner Layton/Henry Creamer) – 2:18
6. Georgia Camp Meeting (Kerry Mills) – 1:53
7. Swe-Dane Shuffle (Svend Asmussen) – 1:55
8. The Woobly Walk (John Neat) – 1:56
9. No, Not Yet (Ray Stanley) – 1:42
10. Paul's Chicken (Svend Asmussen) – 1:34
11. Muskrat Ramble (Kid Ory/Ray Gilbert) – 2:03
12. Goofus (Wayne King/Gus Kahn) – 1:54

## Medverkande
- Alice Babs – sång
- Svend Asmussen – violin
- Ulrik Neumann – gitarr